# (2711) Aleksandrov
(2711) Aleksandrov – planetoida z pasa głównego asteroid okrążająca Słońce w ciągu 5 lat i 77 dni w średniej odległości 3 j.a. Została odkryta 31 sierpnia 1978 roku w Krymskim Obserwatorium Astrofizycznym w Naucznym na Półwyspie Krymskim przez Nikołaja Czernycha. Nazwa planetoidy pochodzi od Anatolija Aleksandrowa (1903-1994), rosyjskiego fizyka. Przed nadaniem nazwy planetoida nosiła oznaczenie tymczasowe (2711) 1978 QB2.